# Josep Jufré
Josep Jufré Pou (født 5. august 1975) er en spansk professionel landevejsrytter, som kører for det kasakhiske ProTour-hold XDS Astana Team.